# Societat comanditària per accions
Una societat comanditària per accions és una empresa capitalista, és a dir, creada segons les circumstàncies personals dels socis, els quals uns responen il·limitadament amb tots els seus béns presents i futurs (els socis col·lectius) i els altres socis responen limitadament amb l'aportació que han fet a la societat (els socis comanditats). Per tant, en tota relació jurídica interna necessiten l'acord de tots els socis. I pel que fa a l'externa, els creditors s'han de dirigir contra els socis col·lectius que són els que responen il·limitadament. Les aportacions poden ser béns, drets, treball o diners. En la liquidació persisteix la personalitat jurídica de la societat.